# Antón Santamarina Delgado
Antón Santamarina Delgado (Melilha, 16 de novembro de 1928) é um escritor e político espanhol.

## Trajectória
Filho de um sargento de artilharia, com ano e meio por mudança de destino do pai, passou a viver a Ajdir, no Rife; de onde procede o pseudônimo Alí Ben Omar que utilizaria para assinar muitos artigos. Em 1933 trasladaram-se à Corunha. Em 1936 o pai foi detido por não se ter pregado á rebelião militar, permanecendo preso durante quatro anos, e Antón vai viver com os avós paternos em Guitiriz. Quando o pai saiu da prisão, Antón regressou a Corunha e estudou o bacharelato que rematou em 1947. Ao ano seguinte titulou-se como mestre de primeiro ensino. Dedicou-se a dar classes a domicílio a estudantes de escola secundária. Mas a Lei de responsabilidades políticas complicou-lhe a existência a toda a família: O pai partiu a Argentina em 1951, Antón seguiu os seus passos e embarcou em Vigo em junho de 1953; o resto da família (a mãe, a irmã mais nova e a sua mulher) também partiram entre 1954 e 1955.
Em Buenos Aires fundou o coro Brétemas e Raiolas, remedo do homônimo da Corunha, do que foi presidente. Em 1953 uniu-se a Vidal Pérez Graña, Carlos Abraira, Antón Moreda, Pilar Jeremías Cela, Denis Conles Tizado, Manuel Cordeiro e Xosé Neira Vilas para fundar a Federação de Mocedades Galeguistas, das que foi o primeiro presidente.
Foi homenageado no XVI Encontros na Terra Chá, o 5 de setembro de 2008.

## Obras

### Poesia
- 1961: Pra unha Terra apremida, Editorial Citania (colección Herba de namorar).

### Narrativa
- 1988: O gatiño da "Miss" e outros contos, Ediciós do Castro.

### Obras colectivas
- 1985: Prontuário ortográfico galego, AGAL.